# Ligularia kareliniana
Ligularia kareliniana là một loài thực vật có hoa trong họ Cúc. Loài này được Stschegl. mô tả khoa học đầu tiên năm 1854.